# Севоян, Кярам Рубенович
Кярам Рубенович Севоян (укр. Кярам Рубенович Севоян; 4 мая 1994, Донецк, Украина) — украинский футболист, полузащитник.

## Биография
В детско-юношеской футбольной лиге Украины выступал за донецкий «Металлург» с 2007 года по 2009 год. В 2013 году выступал в чемпионате Донецкой области за донецкий Олимпик-УОР.
В августе 2013 года подписал четырёхлетний контракт с действующим чемпионом Армении клубом «Ширак». Спустя две недели дебютировал в игре с ереванским «Улиссом», заменив Карена Алексаняна. Встреча завершилась со счетом (3:0) в пользу гюмрийского «Ширака». В декабре 2013 года разорвал контракт с клубом.